# Кліт-імітатор
Клі́т-іміта́тор (Plagionotus Mulsant, 1842 = Platynotus Mulsant, 1839 nec Fabricius, 1801) — рід жуків з родини вусачів. В Українських Карпатах розповсюджені два види: 
1. Кліт-імітатор шершеневидний (Plagionotus detritus Linnaeus, 1758);
2. Кліт-імітатор осовидний (Plagionotus arcuatus Linnaeus, 1758).